# Имперско министерство на народното просвещение и пропагандата
Имперско министерство на народното просвещение и пропагандата (на немски: Reichsministerium für Volksaufklärung und Propaganda (RVP)) е върховно министерско звено по времето на  националсоциализма в Германия, действало в периода 1933 – 1945.

## Структура
- Отдел I: администрация
  - А: търговски отдел
  - В: кадрови отдел
  - С: правен отдел
- Отдел II: пропаганда (основана през 1933 г.) излагащи различни изложби на НСДАП.
- Отдел III: радио
- Отдел IV: преса
  - А: сектор вътрешна преса
  - В: сектор чуждестранна преса
  - С: сектор периодични издания
  - D: сектор по въпроса с марките
- Отдел V: кинематография
- Отдел VI: театър
- Отдел VII: в чужбина
- Отдел VIII: литература
- Отдел IX: изкуство
- Отдел X: музика (основан през 1934 г. като отдел на музиката и изкуството, но през 1937 г. е разделен на две)
- Отдел XI: народно творчество
- Отдел XII: външен туризъм

В структурата на министерството не са включени, но се контролират от следните:
- Имперски палат на културата
- Управление на панаир в Лайпциг
- Германски институт по международните отношения
- Имперско обединение на германската преса